# 이형열원충류
이형열원충류(梨形熱原蟲類)는 정단복합체충문의 이형열원충목(Piroplasmida)에 속하는 기생하는 원생생물의 총칭이다. 진드기에 기생하는 바베스열원충속(Babesia)과 범안열원충속(Theileria) 원생생물을 포함하고 있다.

## 하위 분류
- Anthemosomatidae
  - Anthemoso
- 바베스열원충과 (Babesiidae)
  - 바베스열원충속 (Babesia)
  - Echinozoon
  - Entopolypoides
- Dactylosomatidae
  - Dactylosoma[5]
  - Haemohormidium
- 범안열원충과 (Theileriidae)
  - Haematoxenus
  - Sauroplasma
  - 범안열원충속 또는 테일레리아속 (Theileria)

## 같이 보기
- 바베시아증